# Васильченко, Иван Семёнович
Иван Семёнович Васильченко — советский хозяйственный, государственный и политический деятель, Герой Социалистического Труда.

## Биография
Родился в 1916 году на хуторе Бейсужек. Член КПСС.
С 1933 года — на хозяйственной, общественной и политической работе. В 1933—1980 гг. — колхозник, звеньевой колхоза на хуторе Бейсужек, участник Великой Отечественной войны, разведчик-наблюдатель, орудийный номер 126-го гвардейского артиллерийского полка 55-й гвардейской стрелковой дивизии, звеньевой колхоза «Электросила» Выселковского района Краснодарского края.
Указом Президиума Верховного Совета СССР от 7 декабря 1973 года присвоено звание Героя Социалистического Труда с вручением ордена Ленина и золотой медали «Серп и Молот».
Умер на хуторе Бейсужек после 1985 года.